# Ghost-Maker
Ghost-Maker es un vigilante ficticio que aparece en los cómics estadounidenses publicados por DC Comics. Es un aliado habitual de Batman.

## Historial de publicación
El personaje fue creado por James Tynion IV y Jorge Jiménez, apareciendo por primera vez en Batman Vol 3 #100, en diciembre de 2020.

## Biografía ficticia
Minhkhoa "Khoa" Khan, también conocido como Ghost-Maker, es un justiciero de Singapur que fue entrenado junto a Batman por varios mentores. A pesar de ser amigos cercanos, los dos vigilantes no estaban de acuerdo con el método del otro para castigar los delitos. Después de la Guerra del Joker, Ghost-Maker se convierte en el líder de Batman Incorporated y el mentor de Clownhunter.